# Állami Tervbizottság (Szovjetunió)
Az Állami Tervbizottság (rövidítve Goszplan vagy Goszplán) az egykori Szovjetunió "tudományos" tervgazdasági szerve volt. Lenin kezdeményezésére 1921-ben alakult.
A központi Goszplan a tevékenységében a gazdasági közigazgatási körzetek Népgazdasági Tanácsaira "támaszkodott", összefogta és összehangolta ezek munkáját. Az élén elnök állt, aki egyidejűleg a Szovjetunió minisztertanácsának elnökhelyettese volt. Szovjetunió tagköztársaságainak azonos nevű szerveivel. A szovjet modell hatására az egyes szocialista országokban, így a Magyar Népköztársaságban is működtek Állami Tervbizottság nevű szervek.

## Feladatköre volt
- Kidolgozni a népgazdaság fejlődésének folyó és hosszú távlati terveit, a kommunista párt és a szovjet kormány irányvonalai alapján;
- Egységes politikát megvalósítani a népgazdaság egyes ágainak fejlesztése terén;
- ezáltal biztosítani az egyes népgazdasági ágak arányos fejlődését és "a termelőerők helyes területi elosztását".